# Спека в Японії (2018)
Упродовж більшої частини липня 2018 року рекордної спеки зазнала велика частина Японії. У багатьох регіонах фіксували температуру понад 35 °C, а в Кумаґаї 23 липня було зафіксовано максимальну температуру 41,1 °C — історично рекордну температуру в Японії. Щонайменше 80 людей загинуло від пов'язаних зі спекою причин, а також щонайменше 22 000 осіб зазнали сонячного удару, що вимагає ушпиталення.

## Синопсис
Слідом за повенями та зсувами ґрунту, що відбувались із кінця червня до середини липня 2018 року, сильна спека поширилась територією Японії. У префектурах, що найбільше постраждали від повеней і зсувів ґрунту, Хіросіма, Окаяма та Ехіме, 145 осіб було ушпиталено зі симптомами сонячного удару, коли температура перевищила 35 °C. 15 липня 200 із 927 станцій державного моніторингу зафіксували рекордні температури, що перевищували 35 °C. 23 липня температуру 41.1 °C було зафіксовано в Кумаґаї, 65 км на північний захід від Токіо. Ця температура стала історично рекордною температурою у всій Японії. Того ж дня в багатьох містах фіксували температуру близько 40 °C. У Кіото температура трималась вище позначки 38 °C протягом 7 днів уперше з часу початку здійснення фіксацій у 19 столітті.
24 липня Метеорологічне управління Японії (МУЯ) назвало спеку стихійним лихом та зазначило, що в багатьох регіонах спостерігались «безпрецедентні рівні спеки».

## Наслідки
Щонайменше 80 людей загинуло від пов'язаних зі спекою причин, а також щонайменше 22 000 осіб потребували ушпиталення для лікування сонячного удару. Летальні випадки було зареєстровано в 28 з 47 префектур. У період між 15 та 22 липня 65 осіб загинуло від спеки, зокрема 11 осіб 21 липня та 13 осіб 23 липня. Кількість жертв, спричинених спекою у тижневий період, стала найвищою з часу початку здійснення деталізованої реєстрації в 2008 році. 17 липня Токійська пожежна служба 2900 разів надсилала пожежні бригади за місцями викликів — це найвищий показник з часу заснування служби в 1936 році. Усього чотири дні по тому, 21 липня, цей рекорд було побито, коли пожежні бригади виїхали 3125 разів.
Міністерство Освіти розповсюдило застереження в школах щодо здійснення заходів для профілактики сонячного удару; це відбулось після смерті шестирічного хлопчика, який брав участь у шкільному заході на відкритому повітрі. Менш ніж половина шкіл у державі обладнані системами кондиціонування повітря, через що державні чиновники обговорювали продовження шкільних канікул із міркувань безпеки. Також держава розглядала покриття витрат на встановлення систем кондиціонування повітря в школах Японії. Компанія «Електроенергія К'юшу» запропонувала 10-відсоткові знижки на електроенергію в серпні та вересні покупцям віком від 75 років, аби популяризувати кондиціонування повітря.